# 郄英才
郄英才（1975年8月—），男，汉族，山东青州人。1995年5月加入中国共产党，1996年7月参加工作，中国政法大学法律专业硕士学位。现任中共黄石市委书记。

## 经历
历任中共中央办公厅秘书局干部、科员、副主任科员、主任科员，副处级秘书、正处级秘书、副局级秘书（服务于时任中共中央政治局常委的李长春）。
2011年3月，任中共黄石市委常委。2011年5月，兼任黄石市人民政府副市长。
2012年2月，任中办秘书局会议处处长。2012年7月，任中办秘书局副局长兼会议处处长。2013年6月，任中办秘书局副局长、巡视员兼会议处处长。
2013年7月，任中共随州市委副书记，随州市人民政府党组书记、副市长；2013年9月，任随州市代市长；2014年1月，正式当选随州市长。2017年11月，任中共襄阳市委副书记，襄阳市人民政府党组书记、副市长、代理市长；2018年1月，正式当选襄阳市长。2021年4月10日，出任中共黄石市委书记。
2018年2月，当选为湖北省第十三届全国人民代表大会代表。